# Technique
Technique é o quinto álbum de estúdio da banda de rock e música Eletrônica britânica New Order, lançado em 1989. Gravado parcialmente na ilha Ibiza, o álbum incorpora o acid house ao dance-rock característico da banda e é considerado um retrato fiel do auge do acidhouse, além de ter popularizado mundialmente o estilo. Foi o primeiro álbum do grupo a chegar ao topo das paradas britânicas, apesar do enorme sucesso que a banda já fazia no Reino Unido desde 1983.
Em 2003 a revista NME colocou Technique na posição de número #22 em sua lista dos "100 Melhores Álbuns de Todos os Tempos" e em 2006 a Revista Q colocou o álbum na posição de número #21 na sua lista dos "40 Melhores Álbuns dos Anos 80". Technique também está incluído no livro 1001 Discos Para Ouvir Antes De Morrer.

## Faixas
Todas as músicas compostas por Bernard Sumner, Peter Hook, Stephen Morris e Gillian Gilbert.
| N.º | Título            | Duração |  |
| 1.  | "Fine Time"       | 4:42    |  |
| 2.  | "All the Way"     | 3:22    |  |
| 3.  | "Love Less"       | 2:58    |  |
| 4.  | "Round & Round"   | 4:29    |  |
| 5.  | "Guilty Partner"  | 4:44    |  |
| 6.  | "Run"             | 4:26    |  |
| 7.  | "Mr. Disco"       | 4:20    |  |
| 8.  | "Vanishing Point" | 5:14    |  |
| 9.  | "Dream Attack"    | 5:13    |  |